# Voice (альбом)
Time Control — альбом джазового композитора и пианистки Хироми Уэхары, записанный совместно с басистом Энтони Джексоном и барабанщиком Саймоном Филлипсом. Релиз состоялся в 2011 году.

## Список композиций
1. Voice (9:13)
2. Flashback (8:39)
3. Now or Never (6:15)
4. Temptation (7:54)
5. Labyrinth (7:40)
6. Desire (7:19)
7. Haze (5:54)
8. Delusion (7:49)
9. Beethoven’s Piano Sonata N°8 — Pathetique (5:13)

## Участники записи
- Хироми Уэхара — фортепиано
- Энтони Джексон — бас-гитара
- Саймон Филлипс — барабаны